# Guido Guerra II Guidi
Guido Guerra II Guidi (... – Montevarchi, 1157) è stato un nobile franco.

## Biografia
Figlio del marchese di Toscana Guido Guerra e di Imilia di Rainaldo, Guido Guerra II nacque attorno al secondo decennio del XII secolo.
La prima attestazione documentaria di Guido Guerra II risale al 12 dicembre 1122, essendo menzionato nell'atto in cui i Guidi assumevano la protezione del monastero di Fucecchio, in precedenza appartenuto ai Cadolingi. Nel 1124, rimasto orfano di padre ancora minorenne, Guido Guerra II si ritrovò sotto la tutela della madre, fatto attestato in numerosi documenti datati tra il 1125 e il 1133. In questo periodo Guido Guerra II ebbe l'appoggio degli Ubertini, che spesso sottoscrissero i negozi giuridici compiti da Imilia e dal figlio; ad esempio, la petizione con la quale il priore di Camaldoli concesse ai Guidi la fondazione del monastero di Santa Maria a Poppiena, del quale divenne badessa Sofia, sorella di Guido.
Schieratosi contro Lotario II di Supplimburgo, Guido Guerra II si scontrò più volte con Enrico X di Baviera ed ebbe un'intensa rivalità con gli Alberti di Prato, soprattutto in seguito all'elezione a vescovo di Firenze di Goffredo Alberti. Nel 1148, però, Guido Guerra II subì la presa del castello di Monte di Croce da parte dei fiorentini, avvenuta durante la sua partecipazione alla seconda crociata.
In seguito all'elezione di Federico I Barbarossa, Guido Guerra II fu tra i sottoscrittori di un documento prodotto a Roma tra il dicembre 1152 e il gennaio 1153 con il quale papa Eugenio III confermava gli accordi presi con il nuovo sovrano. L'appoggio dell'Hohenstaufen fu cruciale per il tentativo di Guido Guerra II di ripristinare il suo potere in Toscana.
Infine, Guido Guerra II morì a Montevarchi nell'aprile 1157.

## Discendenza
Guido Guerra II e sua moglie Adelaita ebbero tre figli:
- Guido Guerra III
- Adelaita
- Imilia, che sposò Alberto IV Alberti